# Pachydema phylloperthoides
Pachydema phylloperthoides är en skalbaggsart som beskrevs av Edmund Reitter 1902. Pachydema phylloperthoides ingår i släktet Pachydema och familjen Melolonthidae. Inga underarter finns listade i Catalogue of Life.